# Biggin Hill
Biggin Hill è un distretto del borgo di Bromley di Londra.
È situata lungo la strada A233, tra Bromley e Westerham.

## Storia
I documenti più antichi sono datati all'epoca della invasione Normanna, quando l'area (conosciuta come la parrocchia di "cowdom") fu donata da Guglielmo il Conquistatore al suo fratellastro Oddone di Bayeux per aver commissionato l'arazzo di Bayeux.
Il nome Biggin Hill è di origine recente. Prima del 1835 era il Maniero di Aperfield, un'area di fattorie e casupole, nella parrocchia di Cudham; in quell'anno il maniero fu comprato da Frederick Dougal di Wandsworth che rivendette i suoli per l'edificazione dando vita ad una speculazione edilizia. 
Nonostante la crescita rallentò dopo la morte di Frederick, Biggin Hill continuò gradualmente a crescere: nel 1939 il territorio era già molto urbanizzato, tuttavia il massimo sviluppo si raggiunge negli anni sessanta con lo spostamento della popolazione dal centro delle città verso le cittadine più periferiche.
Nel 1918 la Royal Air Force vi costruì un aerodromo. Da questa base partì il primo aereo per comunicazioni radio e il primo aereo che abbatté un aereo tedesco durante la Seconda guerra mondiale e fu un punto cruciale durante la Battaglia d'Inghilterra. Ora è l'Aeroporto di Londra-Biggin Hill e spesso ospita spettacoli aeronautici.

## Luoghi vicini
- Cudham
- Downe
- Orpington
- Bromley

## Fantasmi
Biggin Hill viene considerata la "casa" di molti fantasmi. Ciò viene attribuito al fatto che vi è situata una base aerea della Seconda guerra mondiale.